# Paulnay
Paulnay település Franciaországban, Indre megyében. Lakosainak száma 349 fő (2022. január 1.). Paulnay Azay-le-Ferron, Cléré-du-Bois, Mézières-en-Brenne, Murs, Obterre, Saint-Michel-en-Brenne, Saulnay és Villiers községekkel határos.

## Népesség
A település népességének változása:
| Lakosok száma | 568  | 440  | 382  | 355  | 351  | 333  | 323  | 339  | 347  | 349  |
|               | 1968 | 1982 | 1990 | 2006 | 2013 | 2015 | 2017 | 2019 | 2020 | 2022 |